# 破滅のマルス
『破滅のマルス』（はめつのマルス）は2005年5月26日にアイディアファクトリーから発売されたPlayStation 2用アドベンチャーゲーム。また、それを原作としたOVA作品。

## ゲーム概要
『ステディ×スタディ』『天空断罪スケルターヘブン』に続く、アイエフメイトのアニメーション導入ゲーム作品。近未来を舞台にしたSFアドベンチャーである。シナリオの展開によって、敵味方の顔ぶれが大きく変化する。かつての仲間との死闘を余儀なくされる場面も少なくない。

## ゲームシステム
戦闘はDCB (Double Circle Battle) システムによって表現される。まず、画面中央左側の青いディフェンスサークルと右側の赤いオフェンスサークルが表示される。次に2つの円を移動するアイコンと円周上に静止したアイコンが出現し、この両者が重なったときにプレイヤーが対応するボタンをタイミングよく押すことで入力成功となる。オフェンスサークルで成功すると敵の体力を削ることができ、ディフェンスサークルで失敗すると自分の体力が減る。規定ターン内に敵の体力を0にできれば戦闘の勝利、自分の体力が尽きれば敗北となる。また、時間切れになることもあり、それぞれの結果に応じてシナリオが分岐する。

## ストーリー
火星探査船が惑星表面で謎の遺跡を発見した。遺物を回収して地球へと帰還した船は大気圏で爆発炎上し、日本へと墜落する。それ以来、遺跡人と呼ばれる怪物が現れ、暴れるようになった。
数か月後、遺跡人と戦い続ける若者たちの姿があった。彼らの切り札、それはマルスの名で呼ばれる特殊防護服だった。

## 登場人物
日向 タケル（ひなた タケル）
声 : 大河望
遺跡人と戦う組織AASTの隊員。争いを好まず、人の言いなりになりやすい性格。数少ないマルスの適合者の1人。
マルス
地球人類を遺跡人から守るための特殊防護服、またはその着用者の名称。ある種の抗体を持ち、DNAパターンが一致するという条件を満たした者のみが着用できる。使用時は人間を越えた力を発揮できるが、次第に好戦的な性格に変わっていき、10分を過ぎると暴走して防護服と一体になってしまう。
栗田 葵（くりた あおい）
声 : 茅原実里
真面目で熱心な性格の女性。困った人を放っておけず、タケルのこともよく気にかけている。
中原 巴（なかはら ともえ）
声 : 中山恵里奈
AAST隊員のリーダー格。クールで自己の信念に従った行動をする。
海野 山吹（うんの やまぶき）
声 : 相沢あすか
マイペースなドジっ子。なにかと無頓着だが、興味のある分野にだけは天才的な能力を発揮する。
磯之 静（いその しずか）
声 : 名塚佳織
丁寧な物腰のお姉さん役。頭脳明晰で、隊長からも一目置かれている。
川越 京子（かわごえ きょうこ）
声 : 川淵由香里
AAST隊長で、タケルたちの上司。怜悧な現実主義者。
相馬 シゲル（そうま シゲル）
中盤から登場する、タケル以外で初めての男性AAST隊員。文武両道の自信家だが、才能をひけらかすことはしない。ヒロインよりもタケルに親しげに接する。

## ゲームスタッフ
- 企画・プロデュース : 桑名真吾
- 原案 : 森田裕一（スタジオEXIT）
- 製作プロデュース : 佐藤嘉晃
- ゲームディレクター : 土屋智
- 脚本 : 藤澤経清、竹内康二
- キャラクターデザイン : 坂田威狩、佐倉たくと
- 音楽 : 金子憲次
- ムービーディレクター : 小畑敦彦
- オープニングテーマ : ワルキューレ騎行
  - 作曲 : リヒャルト・ワーグナー、サウンド編集 : 金子憲次

## OVA
2005年7月6日にキングレコードより販売。